# Drienovská Nová Ves
Drienovská Nová Ves (em húngaro: Somosújfalu) é um município da Eslováquia, situado no distrito de Prešov, na região de Prešov. Tem 6,3 km² de área e sua população em 2018 foi estimada em 812 habitantes.

## Demografia
| Ano:        | 1994 | 2004    | 2014    | 2024    |
| ----------- | ---- | ------- | ------- | ------- |
| Broj ljudi: | 619  | 697     | 804     | 897     |
| Razlika:    |      | +12,60% | +15,35% | +11,56% |

| Ano:               | 2023 | 2024   |
| ------------------ | ---- | ------ |
| Número de pessoas: | 866  | 897    |
| Diferença:         |      | +3,57% |